# Reichenbach/O.L.
Reichenbach/O.L. település Németországban, azon belül Szászország tartományban. Lakosainak száma 4789 fő (2023. december 31.). Reichenbach/O.L. Schleifreisen és Vierkirchen községekkel határos.

## Népesség
A település népességének változása:
| Lakosok száma | 4968 | 4957 | 4862 | 4844 | 4789 |
|               | 2017 | 2019 | 2021 | 2022 | 2023 |